# Falcon Heights (Teksas)
Falcon Heights je naseljeno mjesto za statističke potrebe u američkoj saveznoj državi Teksas. Prema popisu stanovništva iz 2010. u njemu je živjelo 53 stanovnika.